# Relações entre Djibuti e Eritreia
As relações entre Djibuti e Eritreia referem-se às relações atuais e históricas entre os dois países vizinhos: o Djibuti e a Eritreia.

## Relações
Com a Guerra Eritreia-Etíope (1998-2000), a Etiópia canalizou a maior parte do seu comércio através do Djibuti. Apesar de o Djibuti ser nominalmente neutro, rompeu relações com a Eritreia em novembro de 1998, renovando as relações em 2000. O presidente eriteu Isaias Afewerki visitou Djibuti no início de 2001 e o presidente djibutiano Ismail Omar Guelleh fez uma visita recíproca a Asmara no início do verão de 2001. Embora o presidente Ismail Omar Guelleh tivesse laços estreitos com o governo da Etiópia, a Frente Democrática Revolucionária do Povo Etíope, este tentou manter imparcialidade desenvolvendo relações com a Eritreia.

## Conflito
Em 10 de junho de 2008, estouraram os combates na região de Ras Doumeira, entre Djibouti e a Eritreia. Isso resultou numa vitória djibutiana e na posterior retirada das forças eritreias das áreas fronteiriças e na criação de uma zona tampão entre os dois países. 